# Björskogs socken
Björskogs socken i Västmanland ingick i Åkerbo härad, ingår sedan 1971 i Kungsörs kommun och motsvarar från 2016 Björskogs distrikt.
Socknens areal är 51,30 kvadratkilometer, varav 50,79 land. År 2000 fanns här 1 236 invånare. Tätorten och kyrkbyn Valskog med sockenkyrkan Björskogs kyrka ligger i socknen. 

## Administrativ historik
Björskogs socken har medeltida ursprung.
Vid kommunreformen 1862 övergick socknens ansvar för de kyrkliga frågorna till Björskogs församling och för de borgerliga frågorna till Björskogs landskommun. Landskommunen inkorporerades 1952 i Kung Karls landskommun som 1971 uppgick i Kungsörs kommun. Församlingen uppgick 2006 i Kungsörs församling.
1 januari 2016 inrättades distriktet Björskog, med samma omfattning som församlingen hade 1999/2000.
Socknen har tillhört fögderier, tingslag och domsagor enligt vad som beskrivs i artikeln Åkerbo härad. De indelta soldaterna tillhörde Västmanlands regemente, Kungsörs kompani, Livregementets grenadjärkår, Kungsörs kompani och Livregementets husarkår.

## Geografi
Björskog socken ligger strax nordost om Arboga, med Hedströmmen i norr, Arbogaåns nedre lopp i söder och Mälarviken Galten i öster. Socknen är en slättbygd.
Socknen genomkorsas av europaväg 18, länsväg 250 samt järnvägslinjen Svealandsbanan.

## Fornlämningar
Från järnåldern finns några mindre gravfält.

## Namnet
Namnet (1346 Biornascogh) består av björn och skog och kommer från området där kyrkan uppfördes.

## Befolkningsutveckling
| Befolkningsutvecklingen i Björskogs socken 1750–1990                                                    | Befolkningsutvecklingen i Björskogs socken 1750–1990 | Befolkningsutvecklingen i Björskogs socken 1750–1990 | Befolkningsutvecklingen i Björskogs socken 1750–1990 | Befolkningsutvecklingen i Björskogs socken 1750–1990 |
| --- | ---------------------------------------------------- | ---------------------------------------------------- | ---------------------------------------------------- | ---------------------------------------------------- |
| |                                                      |                                                      |                                                      |                                                      |
| År |                                                      |                                                      | Folkmängd                                            |                                                      |
| 1750 | 1750                                                 |                                                      | 1 246                                                |                                                      |
| 1760 | 1760                                                 |                                                      | 1 322                                                |                                                      |
| 1769 | 1769                                                 |                                                      | 1 295                                                |                                                      |
| 1780 | 1780                                                 |                                                      | 1 329                                                |                                                      |
| 1790 | 1790                                                 |                                                      | 1 272                                                |                                                      |
| 1800 | 1800                                                 |                                                      | 1 278                                                |                                                      |
| 1810 | 1810                                                 |                                                      | 1 207                                                |                                                      |
| 1820 | 1820                                                 |                                                      | 1 251                                                |                                                      |
| 1830 | 1830                                                 |                                                      | 1 302                                                |                                                      |
| 1840 | 1840                                                 |                                                      | 1 278                                                |                                                      |
| 1850 | 1850                                                 |                                                      | 1 421                                                |                                                      |
| 1860 | 1860                                                 |                                                      | 1 465                                                |                                                      |
| 1870 | 1870                                                 |                                                      | 1 615                                                |                                                      |
| 1880 | 1880                                                 |                                                      | 1 623                                                |                                                      |
| 1890 | 1890                                                 |                                                      | 1 602                                                |                                                      |
| 1900 | 1900                                                 |                                                      | 1 693                                                |                                                      |
| 1910 | 1910                                                 |                                                      | 1 743                                                |                                                      |
| 1920 | 1920                                                 |                                                      | 1 577                                                |                                                      |
| 1930 | 1930                                                 |                                                      | 1 431                                                |                                                      |
| 1940 | 1940                                                 |                                                      | 1 249                                                |                                                      |
| 1950 | 1950                                                 |                                                      | 1 119                                                |                                                      |
| 1960 | 1960                                                 |                                                      | 969                                                  |                                                      |
| 1970 | 1970                                                 |                                                      | 1 064                                                |                                                      |
| 1980 | 1980                                                 |                                                      | 1 268                                                |                                                      |
| 1990 | 1990                                                 |                                                      | 1 252                                                |                                                      |
| Anm: Källor: Umeå universitet - Tabellverket 1749-1859, Demografiska databasen, CEDAR, Umeå universitet |                                                      |                                                      |                                                      |                                                      |